# 阿索克站
阿索克站（音素換寫：S̄t̄hānī xṣ̄ok，皇家轉寫：Sathani Asok，發音：[sā.tʰǎː.nīː ʔā.sòːk]）位於泰國首都曼谷孔提縣，為曼谷BTS（高架電車）蘇坤蔚線上的一座車站，車站編號為E4。此站毗鄰素坤逸路、素坤逸十九街，與曼谷地鐵的素坤逸車站可以進行轉乘。

## 鄰近地點
- 素坤逸路
  - 素坤逸21街（阿索克街）：
    - 堪廷彥館（Kamthieng House）：19世紀的柚木屋，展示漁農具。
    - 阿索克大廈（Asoke Tower）
    - 盤谷銀行（Bangkok Bank）
    - 海洋第二大廈
    - 埃及駐泰國大使館
    - Kiatnakin Bank
    - 牛仔街（Soi Cowboy）：紅燈區

  - 素坤逸12街：朝鮮菜館街
    - Times Square商業大廈

  - 素坤逸23街：
    - 印度大使館

  - 素坤逸25街：
    - 阿根廷駐泰國大使館
    - 秘魯駐泰國大使館

## 外部連結
- 曼谷集體運輸系統（架空電車）的官方網站
- 盤谷銀行的官方網站